# Laraesima nitida
Laraesima nitida är en skalbaggsart som beskrevs av Monné 1980. Laraesima nitida ingår i släktet Laraesima och familjen långhorningar. Inga underarter finns listade i Catalogue of Life.